# Cartman Joins NAMBLA
Cartman Joins NAMBLA is aflevering 53 van de animatieserie South Park. In Amerika werd de aflevering voor het eerst uitgezonden op 21 juni 2000.

## Verhaal
Als Cartman zich te oud voelt voor zijn leeftijdsgenoten Stan, Kyle en Kenny, adviseert Dr. Mephisto hem om zich aan te sluiten bij de NAMBLA. Mephisto bedoelt de "National Association of Marlon Brando Look Alikes", maar Cartman denkt dat hij het over de North American Man/Boy Love Association heeft. De politie maakt enige tijd later dezelfde fout als ze een inval willen doen bij de Nambla, waarop Mr. Garrison vertrekt met de mededeling dat hij verkeerd zit. Ondertussen krijgt Kenny te horen dat hij er een broertje of zusje bij krijgt en daar heeft hij helemaal geen zin in. Hij probeert op allerlei manieren de zwangerschap te voorkomen dan wel te beëindigen: door zijn vader's testikels met een honkbal te verbrijzelen, door zijn zwangere moeder de morning-afterpil te proberen toe te dienen, door in een achtbaan te gaan met haar. Het haalt niets uit behalve dat Kenny's vader alle klappen krijgt. Uiteindelijk valt Kenny zijn moeder met een ontstopper aan en achtervolgt zijn vader hem.
De mensen van Nambla vragen Cartman om zijn vrienden uit te nodigen voor een feestje. De kinderen uit South Park, waaronder de niet uitgenodigde Stan en Kyle, hebben het eerst nog wel naar hun zin, maar in de hotelkamers komen ze er al snel achter wat de echte bedoelingen zijn van de pedofielen. Er volgt een achtervolging, waarbij alle groepen, waaronder de Marlon Brando-dubbelgangers, de politie, twee mannen op ouderwetse fietsen, een Franse kelner, Kenny's vader, Kenny en de jongens, van hotelkamer naar hotelkamer glippen. Uiteindelijk belandt Kenny's vader in één kamer met de Nambla, waarna zij anale seks met hem hebben. Mr. McCormick wordt met een ziekenwagen afgevoerd (die Kenny dodelijk overrijdt) terwijl de Nambla-leden worden gearresteerd. De leider van de Nambla een speech houdt over vrijheid en de hetze tegen mannen die van jonge jongetjes houden. Dit wordt echter beantwoord door Kyle met de zin "Dude... you want to have sex with children" . Alle leden worden meegenomen. In het ziekenhuis noemen Mr. en Mrs. McCormick hun nieuwe baby "Kenny", naar hun zojuist overleden zoon. Mrs. Cormick zegt dat dit al de 52e keer is dat dit gebeurt, en zo weten we hoe het mogelijk is dat Kenny iedere keer terugkomt na zijn dood.

## Kenny's dood
- Kenny overlijdt als hij wordt overreden door de ziekenwagen die zijn vader naar het ziekenhuis moet brengen.

## Popcultuurreferenties
- Kenny's droom is een parodie op de film It's Alive.
- De geluiden van de gillende mensen in The John Denver Experience lijken erg op het gegil uit de RollerCoaster Tycoon-serie.
- De achtervolging in de gangen lijkt op die in de Hanna-Barbera-cartoon Scooby Doo. Ook enkele andere programma's en films gebruikten deze grap.
- Deze achtervolging is tevens een verwijzing naar de film Yellow Submarine.

## Trivia
- In The John Denver Experience missen de woorden "Stotch" op de pet van Stuart McCormick
- Het Monopolyspel in Bill Kurtis-stijl is ook te zien in Up the Down Steroid. Het is overigens een keer fout gespeld - als 'Curtis'.
- Als Eric aan het chatten is, krijgt hij enkele opmerkelijke antwoorden - "This is gay" (Dit is gay), "Tits" (Tieten) en "Get a life" (Zoek een leven).
- De tekst op Carols shirt verandert gedurende de aflevering van "I'm with stupid" naar "God bless America". Tijdens de John Denver Experience staat er helemaal geen opdruk op haar T-shirt.
- De kleding van de man waarmee Kyle op het Nambla-feest komt is anders dan de kleding die hij draagt als hij even later aan een tafel zit.

De 25 beste afleveringen van Eric Cartman door stemming op de website van Comedy Central. Deze afleveringen werden van 14 tot 16 oktober 2005 getoond van nummer 25 naar nummer 1 (de populairste).

Red Hot Catholic Love (25) · The Succubus (24) · Cartman Joins NAMBLA (23) · Simpsons Already Did It (22) · Cartmanland (21) · The Red Badge of Gayness (20) · Spontaneous Combustion (19) · Red Sleigh Down (18) · Freak Strike (17) · Casa Bonita (16) · The Jeffersons (15) · Starvin' Marvin (14) · The Passion of the Jew (13) · Weight Gain 4000 (12) · Cow Days (11) · The Death of Eric Cartman (10) · Cartman's Mom is a Dirty Slut (9) · Fat Butt and Pancake Head (8) · AWESOM-O (7) · Christian Rock Hard (6) · Pinkeye (5) · Die Hippie, Die (4) · Up the Down Steroid (3) · Cartman Gets an Anal Probe (2) · Scott Tenorman Must Die (1)